# 海よ眠れ
『海よ眠れ』（うみよねむれ）は、1984年にテレビ朝日にて放送された3夜連続2時間テレビドラマ。原作は澤地久枝著『滄海よ眠れ』（文春文庫刊）。

## 出演
- 柳本柳作（航空母艦蒼龍艦長、大日本帝国海軍大佐）：高橋英樹
- 柳本アヤ（柳本柳作の妻）：山本陽子
- 髙橋悦史
- 桜田淳子
- 清水善三
- 佐藤万里子
- 南田洋子
- 平田満
- 中井貴恵

| スタブアイコン | サブスタブ | この項目は、まだ閲覧者の調べものの参照としては役立たない、テレビ番組に関連した書きかけの項目です。この項目を加筆・訂正などしてくださる協力者を求めています（P:テレビ/PJ:放送または配信の番組）。 |